# SKA-Varjagi
SKA-Varjagi, ryska: СКА-Варяги, är ett ryskt juniorishockeylag som spelar i den ryska juniorligan Molodjozjnaja chokkejnaja liga (MHL) sedan 2018. Laget i sig grundades 2014 av den lokala ishockeyskolan i Imeni Morozova i Leningrad oblast. 2018 blev de sportsliga delarna av SKA-Serebrjanye Lvy fusionerade med Varjagi.
Laget spelar sina hemmamatcher antingen i Arene Chors i Imeni Morozova eller Jubilejnyj i Sankt Petersburg beroende på tillfälle.
De är en del av den professionella ishockeyklubben SKA Sankt Petersburg, som spelar i Rysslands första division Kontinental Hockey League (KHL).